# Eudigonidae
Eudigonidae é uma família de milípedes pertencente à ordem Chordeumatida.
Géneros:
- Ancudia Shear, 1988
- Eudigona Silvestri, 1903